# Омельницька волость
Омельницька волость — адміністративно-територіальна одиниця Кременчуцького повіту Полтавської губернії з центром у містечку Омельник.
Старшинами волості були:
- 1900 року Федір Васильович Середа[1];
- 1904 року Каленик Васильович Галченко[2];
- 1913 року Олександр Юхимович Варакута[3];
- 1915 року Яків Харитонович Крамаренко[4].